# Skald (album)
| Recensione | Giudizio |
| ---------- | -------- |
| Ondarock   | 8,5      |

Skald è il quarto album del gruppo musicale norvegese Wardruna, pubblicato nel 2018.

## Il disco
Quarto album dopo il termine della trilogia Runaljod, il disco, interamente inciso ed interpretato dal fondatore e leader del gruppo Einar "Kvitrafn" Selvik, è stato preceduto dalla pubblicazione del singolo Voluspá l'8 novembre 2018.

## Tracce
1. Vardlokk – 2:07
2. Skald – 2:01
3. Ein sat hon uti – 4:06
4. Voluspá (Skaldic Version) – 6:21
5. Fehu (Skaldic Version) – 3:28
6. Vindavla – 5:34
7. Ormagardskvedi – 3:10
8. Gravbakkjen – 2:41
9. Sonatorrek – 15:52
10. Helvegen (Skaldic Version) – 4:36

## Formazione
- Einar "Kvitrafn" Selvik – voce, strumentazione